# Etymologische Liste der Hauptstadtnamen
Diese etymologische Liste der Hauptstadtnamen ist eine Ergänzung zu der etymologischen Liste der Ländernamen.
Viele Hauptstadtnamen sind mehr oder weniger identisch mit den Namen ihres Staates (z. B. Panama, Brasília). Andere wiederum sind ein Programm (z. B. Islamabad) oder beziehen sich auf Nationalhelden (z. B. Ulaanbaatar, Washington, D.C.).

## A
| Staat               | Hauptstadt       | Name in der Landessprache / Anmerkungen |
| ------------------- | ---------------- | --- |
| Afghanistan         | Kabul            | Die antike Stadt Kabura wurde vor mehr als 2500 Jahren im Tal des Hindukusch von iranischen Stämmen gegründet. Sie ist benannt nach dem Fluss Khuba, einem Nebenfluss des Indus. |
| Ägypten             | Kairo            | Kairo (arab. القاهرة, al-Qāhira – „die Siegreiche“) Von Ägyptern wird die Stadt oftmals auch einfach mit dem Landesnamen (مصر) – hocharabisch Misru, ägyptisch-arabisch Masr – bezeichnet. |
| Albanien            | Tirana           | Tiranë 1614 ließ ein lokaler Feudalherrscher an der Kreuzung zweier Handelswege eine Moschee, Bäder und einen Markt errichten und nannte den Ort „Tehran“. Der Name der Stadt ist etymologisch verwandt mit dem Namen der Region Toskana und dem Tyrrhenischen Meer. |
| Algerien            | Algier           | Algier (arabisch مدينة الجزائر, Madīnat al-Dschazā'ir, französisch Alger) Der Name des Staates leitet sich vom Namen seiner Hauptstadt Algier ab, von „al-dschazā’ir“ = „die Inseln“. |
| Andorra             | Andorra la Vella | Andorra La Vella (wörtlich Das alte Andorra) Der Name des Pyrenäen-Staates stammt vermutlich aus der baskischen Sprache. |
| Angola              | Luanda           | Luanda (auch São Paulo de Luanda oder Loanda) Luanda liegt in der Provinz Luanda nördlich der Mündung des Flusses Cuanza. Luanda bedeutet Tribut, Steuer (an den König des Kongo). |
| Antigua und Barbuda | Saint John’s     | Saint John’s (Heiliger Johannes) |
| Äquatorialguinea    | Malabo           | Malabo Die Stadt wurde 1827 von Großbritannien als Port Clarence gegründet. Als die Insel Bioko 1843 wieder in spanischen Besitz überging, wurde die Stadt in Santa Isabel umbenannt. 1973 wurde die Stadt im Rahmen einer Kampagne des damaligen Präsidenten Francisco Macías Nguema zum Ersetzen europäischer Ortsnamen in Malabo umbenannt. |
| Argentinien         | Buenos Aires     | Ciudad Autónoma de Buenos Aires (Autonome Stadt Buenos Aires) Eine frühere Schreibweise war Buenos Ayres. Die Stadt ist benannt nach der Schutzheiligen der Seefahrer Santa Maria del Buen Aire. Buenos Aires bedeutet wörtlich „günstige Winde“. |
| Armenien            | Jerewan          | armenisch Երևան, transkribiert: Jerewan „Eriwan“ ist eigentlich eine umgangssprachliche armenische Bezeichnung. Eine Siedlung namens Erebuni ist seit 782 v. Chr. nachweisbar. Der Name lässt sich auf das armenische Wort „erevan“ (= erscheinen, zeigen) zurückführen. |
| Aserbaidschan       | Baku             | aserbaidschanisch Bakı Auf Türkisch heißt die Stadt „Bakü“ (persisch باکو). Es gibt mehrere Theorien über die Herkunft des Namens, die populärste ist die Ableitung von den persischen bad kube und bedeutet „Stadt der Winde“. |
| Äthiopien           | Addis Abeba      | Addis Ababa; amharisch für neue Blume Der alte Namen Abessinien ist Amharisch und geht auf die Bezeichnung „Habescha“ zurück, was „Hochlandbewohner“ bedeutet. |
| Australien          | Canberra         | Seit der Gründung Australiens stritten die beiden wichtigsten Städte des Landes, Sydney und Melbourne darum, welche die Hauptstadt werden solle. Zunächst wurde Melbourne die Hauptstadt, allerdings begann eine Kommission mit einer siebenjährigen Suche nach dem Standort für eine neue Hauptstadt. 1908 kam es zur Abstimmung, bei der sich eine knappe Mehrheit für ein Stück Land entschied, das 300 Kilometer von Sydney und 650 Kilometer von Melbourne entfernt lag. Ihren Namen bekam die Stadt von den Ureinwohnern des Landes. In der Sprache der Aborigines bedeutet „Kamberra“ so viel wie „Treffpunkt“. |

## B
| Staat                   | Hauptstadt          | Name in der Landessprache Anmerkungen |
| ----------------------- | ------------------- | --- |
| Bahamas                 | Nassau              | Nassau wurde im Jahr 1656 durch britische Siedler gegründet und erhielt zunächst den Namen Charlestown, nach König Karl II. benannt. Zur selben Zeit nutzten zunehmend Piraten die Siedlung und die umliegenden Inseln als Verstecke, so dass die Stadt 1684 durch eine spanisch-französische Flotte zerstört wurde. Erneut aufgebaut wurde sie 1687 und erhielt dann 1689 den Namen Nassau, zu Ehren des britischen Königs Wilhelm III. aus dem Hause Oranien-Nassau. |
| Bahrain                 | Manama              | Manama (arabisch (المنامة) al-Manāma) Al-Manama heißt „Ort der Ruhe“ und leitet sich von dem arabischen Wort naum نوم für „Schlaf“ her. |
| Bangladesch             | Dhaka               | Dhaka (bengali: ঢাকা, Dhākā; früher Dakka, Dacca) |
| Barbados                | Bridgetown          | Bridgetown bedeutet zu deutsch „Brückenstadt“. |
| Belarus                 | Minsk               | Minsk (belarussisch Менск oder Мінск, russisch Минск) wurde Anfang des Jahres 1067 erstmals unter dem Namen Menesk erwähnt. Der Legende nach wurde Minsk von einem Riesen namens Menesk gegründet, der eine Mühle in der Nähe der Stadt betrieb. Wahrscheinlicher aber ist, dass die Stadt nach dem 20 Kilometer entfernten Fluss Menka benannt ist. Auch die Ableitung von мена (miena = Tauschhandel) ist wenig plausibel. |
| Belgien                 | Brüssel             | Name in den Landessprachen: frz. Bruxelles oder niederl. Brussel Der Name Brüssel setzt sich aus den Wortbestandteilen bruk und sel(la) zusammen, wie an der französischen Namensform Bruxelles noch zu erkennen ist. Der erste Namensbestandteil wird mit altniederländisch bruoc / neuniederländisch: broek („Sumpf“, das „Bruch“) erklärt oder mit brug („Brücke“). Für die Bedeutung des zweiten Namensbestandteils wird neben altniederländisch sella („Sitz“, „Wohnort“) eine Verballhornung des Flussnamens Senne erwogen. Der Stadtname kann also „Wohnort im Sumpf“ oder „Brücke über die Senne“ bedeuten. |
| Belize                  | Belmopan            | Belmopan ist benannt nach dem Fluss Mopan. |
| Benin                   | Porto-Novo          | Porto Novo („neuer Hafen“) Porto Novo wurde früher Ajatche genannt und war die Hauptstadt des Königreichs Aja. Seinen heutigen Namen bekam es von den Portugiesen, die dort im siebzehnten Jahrhundert einen Handelsposten einrichteten, um afrikanische Sklaven nach Amerika zu verschiffen. |
| Bhutan                  | Thimphu             | |
| Bolivien                | Sucre               | Sucre ist die nominelle Hauptstadt von Bolivien und Sitz des obersten Gerichtshofs. Die Stadt ist seit 1839 nach dem revolutionären Führer Antonio José de Sucre benannt. Sucre wurde 1539 als Ciudad de la Plata de la Nueva Toledo gegründet und war kurz als La Plata sowie Charcas und auf Quechua als Chuquisaca bekannt. |
| Bosnien und Herzegowina | Sarajevo            | Name in den Landessprachen: Sarajevo (bosn./kroat. Sarajevo, serb. Сарајево/Sarajevo, türk. Saraybosna, dt. auch Sarajewo) Der Name leitet sich von dem türkischen Wort seray (= Palast, vgl. Serail) her. Der ursprüngliche Name war Sarayovas. Was so viel bedeutet wie „Palast zwischen den Hügeln“. |
| Botswana                | Gaborone            | Gaborone (früher Gaberones) Die Stadt wurde 1890 durch Gaborone Matlapin gegründet, einen lokalen Häuptling. Im Jahre 1965 wurde der Regierungssitz von Botswana (damals Betschuanaland) von Mafikeng, gelegen in Südafrika, nach Gaborone verlegt. |
| Brasilien               | Brasília            | Der Name Brasilien entstand durch den Handel mit dem Holz „Pau Brasil“ (Brasilholz), das die Farbe von roten Bernstein (portugiesisch: „brasil“) hat. |
| Brunei                  | Bandar Seri Begawan | Bandar Seri Begawan (malaiisch für „Hafen des verehrten Herrschers“) hieß bis 1970 wie das Sultanat ebenfalls Brunei. |
| Bulgarien               | Sofia               | Sofia (bulg: София) Sofia ist eine der ältesten Städte Europas. Im Laufe des 7. Jahrhunderts v. Chr. entstand im heutigen Stadtzentrum eine Siedlung der thrakischen Serden. Sie gaben der Stadt den Namen ihres Stammes „Serdica“. 447 plünderten die Hunnen unter der Führung Attilas die Stadt, zur Zeit Justinians I. zwischen 527 und 565 wurde sie wieder aufgebaut (532 bis 537 Bau der Kirche Sv. Sofija) und mit starken Mauern und Wehrtürmen umgeben. 809 ist die Stadt vom Heer des bulgarischen Khans Krum eingenommen worden und gehörte seitdem zum Ersten Bulgarischen Reich. „Sredec“ (Mitte), so nannten sie die Slawen wegen ihrer zentralen Lage auf der Balkanhalbinsel. Unter byzantinischer Herrschaft zwischen 1018 und 1194 hieß die Stadt „Triadica“. Während des Zweiten Bulgarischen Reiches festigte sie sich weiter und erhielt im 14. Jahrhundert nach der Kirche „Sv. Sofija“ ihren heutigen Namen „Sofia“. Dieser Name wird zum ersten Mal in der Schenkungsurkunde des bulgarischen Herrschers Iwan Schischman aus dem Jahre 1329 erwähnt. |
| Burkina Faso            | Ouagadougou         | Die Stadt wurde im 11. Jahrhundert vom Volk der Yonyonsé unter dem Namen Kombemtinga gegründet, was „Stadt der Krieger“ bedeutet. Im 14. Jahrhundert wurde es Hauptstadt des Mossi-Reiches. Oubri, der Enkel von Ouédraogo, dem Stammvater der Mossi, nannte die Stadt Wogdgo, was so viel wie „Kommt, mich zu ehren“ bedeutet. Mit dieser Aussage bekräftigte er seinen Herrschaftsanspruch. Im Laufe der Jahrhunderte wurde Wogdgo zu Ouagadougou. |
| Burundi                 | Gitega              | |

## C
| Staat                | Hauptstadt                                  | Name in der Landessprache / Anmerkungen |
| -------------------- | ------------------------------------------- | --- |
| Chile                | Santiago                                    | Santiago de Chile (Santiago von Sant Jago, dt.: Heiliger Jakob, Heiliger Jakob von Chile). Der Zusatz „de Chile“ (von Chile) ist nötig um die Stadt von anderen Städten gleichen Namens, vor allem aber von Santiago de Compostela zu unterscheiden. |
| China, Volksrepublik | Peking                                      | 北京 Běijīng (nördliche Hauptstadt) Im Gegensatz dazu ist die Bezeichnung für „Nánjīng“ (Nanjing) „Südliche Hauptstadt“ und „Dongjing“ (Tōkyō, Japan) „Östliche Hauptstadt“. In der Zeit der Streitenden Reiche war Peking die Hauptstadt der Yan, weshalb die Stadt den Namen Yanjing („Hauptstadt der Yan“) trug. Die Kaiser der Qin-Dynastie änderten den Namen erneut in Ji. Nach der Eroberung durch die Jurchen im Jahre 1153 wurde Peking zur Hauptstadt der Jin-Dynastie und unter dem Namen Zhongdu („Mittlere Hauptstadt“) ausgebaut. 1215 nahmen die Heere des Dschingis Khan Peking ein. Auf den Trümmern ließ Dschingis Khan dann Dadu (die große Hauptstadt) errichten, die auch unter dem Namen Khanbaliq („Stadt des Khan“, bei Marco Polo „Kambaluk“) bekannt wurde. Zhu Yuanzhang, der erste Kaiser der Ming-Dynastie, ließ seine Hauptstadt an dem Fluss Yangzi bei Nanjing (Südliche Hauptstadt) errichten und änderte den Namen Dadus in Beiping („Nördlicher Friede“). Nach seinem Tod wurde die Stadt in Peking („Nördliche Hauptstadt“) umbenannt. |
| China, Republik      | – Nanjing („de jure“) - Taipeh („de facto“) | – Nanjing: „Südliche Hauptstadt“ – Taipeh: (auch Taipei; chin. Kurzzeichen: 台北 / Langzeichen: 臺北 Táiběi) liegt im Norden (北 běi) der Insel Taiwan (台灣 Taiwan, Kurzform: 台 tái). |
| Costa Rica           | San José                                    | Die Stadt San José (deutsch: Heiliger Josef) wurde 1736 als Villa Nueva (= neue Stadt) gegründet. |

## D
| Staat                   | Hauptstadt    | Name in der Landessprache / Anmerkungen |
| ----------------------- | ------------- | --- |
| Dänemark                | Kopenhagen    | Kopenhagen ist die deutsche Variante des dänischen København (= „Kaufmannshafen“), latein Hafnia = „Hafen“, schwed. Köpenhamn.                                                                                             |
| Deutschland             | Berlin        | Der Name Berlin geht vermutlich auf die slawische Silbe berl (Sumpf) zurück. |
| Dominica                | Roseau        | Roseau hieß ehemals Charlotte Town (Charlotte-Stadt). |
| Dominikanische Republik | Santo Domingo | Die Stadt wurde 1496 von Christoph Kolumbus’ Bruder Bartolomeo an der Mündung des Flusses Ozama unter dem Namen La Nueva Isabela (= „die neue Isabella“) gegründet. Der Name bedeutet „Heiliger Dominikus“.                |
| Dschibuti               | Dschibuti     | Der Name Dschibuti (arab.: جيبوتي, frz.: Djibouti) leitet sich vermutlich von dem Afar-Wort „gabouti“, einer aus Palmfasern geflochtenen Matte, her. Eine andere Deutung ist die Herleitung von „Tehuti“, „Land des Thot“. |

## E
| Staat          | Hauptstadt   | Name in der Landessprache / Anmerkungen |
| -------------- | ------------ | --- |
| Ecuador        | Quito        | Bis 1830 hieß der Staat Quito wie seine Hauptstadt. Die Quitu waren ein indigener Stamm, der heute ausgestorben ist. |
| El Salvador    | San Salvador | San Salvador (spanisch) bedeutet „Heiliger Erlöser“, gemeint ist damit Jesus von Nazaret. |
| Elfenbeinküste | Yamoussoukro | Yamoussoukro ist benannt nach Yamousso, dem Häuptling des Dorfes N’Gokro. |
| Eritrea        | Asmara       | Asmara ist Tigré und bedeutet „in Frieden leben“. |
| Estland        | Tallinn      | Tallinn entstand als estnische Siedlung namens Lindanise. 1219 wurde es von den Dänen erobert und zur Stadt ausgebaut. Woher der Name Tallinn kommt, ist nicht geklärt. Entweder stammt es vom altestnischen taani linna (Dänenburg), oder von tali linna (Winterburg). Die Bezeichnung Reval leitet sich von einer alten estnischen Bezeichnung für die Region Rävala. |

## F
| Staat      | Hauptstadt | Name in der Landessprache / Anmerkungen |
| ---------- | ---------- | --- |
| Fidschi    | Suva       | |
| Finnland   | Helsinki   | Die Stadt Helsinki (Helsingin kaupunki) wurde im Jahr 1550 von Gustav Wasa unter dem schwedischen Namen Helsingfors gegründet. Der Name leitet sich vermutlich von einem Volksstamm ab. |
| Frankreich | Paris      | Die Stadt entwickelte sich seit Mitte des 3. Jahrhunderts v. Chr. aus der keltischen Siedlung Lutuhezi des Stammes der Parisier auf der Seine-Insel, die heute Île de la Cité heißt. Der erste Bestandteil des Namens stammt von der keltischen Wurzel luta „Sumpf“, so dass der gesamte keltisch-römische Name Lutetia Parisiorum, also „Sumpfebene der Parisier“ bedeutet. Der Hinweis auf den Sumpf ging im Laufe der Zeit verloren. |

## G
| Staat         | Hauptstadt      | Name in der Landessprache / Anmerkungen |
| ------------- | --------------- | --- |
| Gabun         | Libreville      | Die Stadt wurde 1849 offiziell als Siedlung für freigelassene Sklaven gegründet und erhielt nach dem Vorbild von Freetown den Namen Libreville (frz.: „freie Stadt“).                                                                        |
| Gambia        | Banjul          | Banjul bedeutet in der Sprache der Mandinka „Bambusinsel“. |
| Georgien      | Tiflis          | Tiflis heißt auf Georgisch თბილისი, Tbilissi. Das georgische Wort tbili bedeutet „warm“ und bezieht sich auf heiße Quellen. |
| Ghana         | Accra           | Der Name geht auf das einheimische Wort n'kran (= Ameise) zurück. |
| Grenada       | St. George’s    | |
| Griechenland  | Athen           | Die Stadt Athen (griechisch Αθήνα = Athina), verdankt ihren Namen der griechischen Göttin Athene. |
| Guatemala     | Guatemala-Stadt | Guatemala-Stadt (spanisch Ciudad de Guatemala, offiziell La Nueva Guatemala de la Asunción; informell: Guate) |
| Guinea        | Conakry         | Das einheimische Wort konakri bedeutet „über dem Wasser, am anderen Ufer“ und bezieht sich auf die ehemalige Insel Tombo, auf der sich das ursprüngliche Stadtzentrum befindet und die heute mit der Halbinsel Kaloum zusammengewachsen ist. |
| Guinea-Bissau | Bissau          | Bissau geht auf den Namen des Volkes Bijuga zurück. |
| Guyana        | Georgetown      | Georgetown ist benannt nach dem englischen König George III. Vorher hieß die Stadt auf Niederländisch Stabroek (= stehender Teich). |

## H
| Staat    | Hauptstadt     | Name in der Landessprache / Anmerkungen |
| -------- | -------------- | --- |
| Haiti    | Port-au-Prince | Port-au-Prince (= Hafen des Prinzen) ist nach einem Schiff Prince benannt, das hier festgehalten wurde. Die Siedlung wurde im Jahr 1749 als L'Hôpital gegründet und hieß während der Französischen Revolution Port Republicain (= republikanischer Hafen). |
| Honduras | Tegucigalpa    | Bereits vor dem Auftauchen der Spanier Mitte des 16. Jahrhunderts war das Gebiet um Tegucigalpa besiedelt, und die Stadt trug auch bereits ihren heutigen Namen. Nachdem die Spanier in Tegucigalpa Silber fanden, kam die Theorie auf, dass der indigene Name der Stadt „Silberner Berg“ bedeuten könnte. Allerdings ist dies unwahrscheinlich, da die Lenca selbst kein Silber abbauten. Andere Theorien besagen, dass der Name „Platz, an dem sich Menschen“ treffen oder „bunte Steine“ bedeuten könnte. |

## I
| Staat      | Hauptstadt | Name in der Landessprache / Anmerkungen |
| ---------- | ---------- | --- |
| Indien     | Neu-Delhi  | Neu-Delhi (hindi नई दिल्ली, Naī Dillī) geht vermutlich zurück auf das Hindi-Wort delhi (= Schwelle), der Wasserscheide zwischen den Flüssen Indus und Ganges. |
| Indonesien | Jakarta    | Der frühere Name von Jakarta (auch Djakarta) unter niederländischer Herrschaft war Batavia. Jakarta ist die Abkürzung von Jayakarta (jaya = Sieg; karta = gedeihen, friedliche) und wurde der Stadt von Prinz Fatahilla im Jahr 1527 gegeben. |
| Irak       | Bagdad     | Bagdad (persisch für Geschenk Gottes, arabisch بغداد Baghdād; manchmal auch Baghdad geschrieben) wurde im Jahr 762 von dem abbasidischen Kalifen Al-Mansur als neue Hauptstadt des islamischen Reichs gegründet (Name: Madīnat as-Salām مدينة السلام). Sie entstand nur wenige Kilometer östlich der alten Hauptstadt des Sassanidenreiches, Ktesiphon und wenige Kilometer nördlich von Babylon.                                |
| Iran       | Teheran    | Teheran auch Tehran schreibt sich auf Persisch تهران (Tehrān). Der Name bedeutet entweder „eben, flach“ oder „rein, schön“. |
| Irland     | Dublin     | Der irische Name ist Baile Átha Cliath (Baile steht für Große Stadt bzw. für Dorf, und Átha Cliath für Dublin) (= Stadt der Furt an der Schilfhürde) veraltet ist Dubh Linn (= schwarzer Tümpel oder Sumpf). |
| Island     | Reykjavík  | Die isländische Bezeichnung „Rauchbucht“ (isländ. „Reykjavík“) rührt vermutlich von den Dämpfen der heißen Quellen in der Umgebung her und wird einem Missverständnis des ersten Siedlers Ingólfur Arnarson zugeschrieben. |
| Israel     | Jerusalem  | Jerusalem (arabisch: al-Quds (asch-Scharif), القدس; hebräisch: Jeruschalajim, ירושלים) ist die erklärte Hauptstadt von Israel. Die Existenz Jerusalems als kanaanäischen Stadtstaat ist durch ägyptische Quellen seit dem 18. Jahrhundert v. Chr. als „Uruschalim“ belegt. Der Name Uruschalim/Jerusalem (nach der Bibel vor der Eroberung durch David Salem oder Jebus) bedeutet „Stadt des Schalim“ oder „Stadt des Friedens“. |
| Italien    | Rom        | Nach der Gründungssage wurde Rom am 21. April 753 v. Chr. von Romulus gegründet. Romulus brachte später seinen Zwillingsbruder Remus um. |

## J
| Staat     | Hauptstadt | Name in der Landessprache / Anmerkungen |
| --------- | ---------- | --- |
| Jamaika   | Kingston   | Kingston (deutsch: „Königsstadt“) ist benannt zu Ehren des englischen Königs Georg III. |
| Japan     | Tokio      | Tokio war unter seinem früheren Namen Edo (江戸) ursprünglich ein Fischereihafen. 1590 erlangte die Siedlung Bedeutung, als sie in den Besitz von Shogun Tokugawa Ieyasu überging. Er bestimmte Edo 1603 zur Hauptstadt des Shogunats. Im Jahr 1868 wurde auf Veranlassung von Meiji Tennō (Mutsuhito) der kaiserliche Hof nach Edo verlegt und die Stadt in Tōkyō („östliche Hauptstadt“) umbenannt. |
| Jemen     | Sana'a     | Sana'a (arabisch: صنعاء / Sanaʿā′, deutsch auch Sanaa; früher auch Sana, geschrieben) wurde nach einer Legende von Noachs Sohn Sem gegründet (Madinat Sem, die Stadt Sems), wobei der alte Name der Stadt Azal angeblich auf Uzal, einen Nachkommen Sems, zurückgeht. |
| Jordanien | Amman      | Im Namen Amman (arabisch: عمان, nach dem ägyptischen Gott Amun) lebt die Erinnerung an den bereits im Alten Testament erwähnten Volksstamm der Ammoniter fort. Im Altertum wurde Amman auch Philadelphia genannt. |

## K
| Staat                         | Hauptstadt   | Name in der Landessprache / Anmerkungen |
| ----------------------------- | ------------ | --- |
| Kambodscha                    | Phnom Penh   | Die Stadt hat ihren Namen vom Wat Phnom Daun Penh (Hügeltempel), der 1373 auf einem künstlichen 27 m hohen Hügel errichtet wurde, um fünf Statuen von Buddha aufzunehmen. |
| Kamerun                       | Yaoundé      | Die Stadt ist benannt nach dem Yawonde- oder Ewondo-Volk. |
| Kanada                        | Ottawa       | Die Stadt Ottawa ist benannt nach einem Fluss, der seinen Namen von den Algonkin-Indianern hat, in deren Sprache adawe „großer Fluss“ bedeutet. Ursprünglich hieß die Stadt Bytown nach John By. |
| Kap Verde                     | Praia        | Das portugiesische Wort Praia bedeutet „Strand“. |
| Kasachstan                    | Astana       | Am 17. September 2022 unterzeichnete Kasachstans Präsident Tokajew ein verfassungsänderndes Dekret, mit dem die Rückbenennung zu „Astana“ (kasachisch „Астана“, zu deutsch „Hauptstadt“) vollzogen wurde. Die Stadt wurde am 23. März 2019 nach dem kurz zuvor zurückgetretenen langjährigen Präsidenten Kasachstans „Nursultan Nasarbajew“ benannt. Er hatte die Stadt 1997 zur neuen Hauptstadt des Landes gemacht und sie 1998 in „Astana“ umbenannt. Angeblich wurde dieser Name gewählt, weil er historisch bzw. politisch unbelastet ist, gut klingt und auch in seiner grafischen Darstellung ansprechend ist – und das nicht nur in der Staatssprache, sondern in vielen Sprachen der Welt. Zudem bedeutete der frühere Name „Aqmola“ zu deutsch „Weißes Grab“ – was als eher unpassend empfunden wurde. Frühere Namen waren „Akmolinsk“ (1824–1961), „Zelinograd“ (1961–1991) und „Aqmola“ (1991–1998). |
| Katar                         | Doha         | Doha (الدوحة) kommt von dem hocharabischen ad-Dauha, im Dialekt ad-Dōha für "Die Bucht". |
| Kenia                         | Nairobi      | Der Name der Stadt kommt von dem Massai-Ausdruck Engare Nyarobie, was in etwa „kühler Fluss“ bedeutet. |
| Kirgisistan                   | Bischkek     | Auf Kirgisisch bezeichnet „bischkek“ oder „pischpek“ ein Gefäß für die Zubereitung von Kumys, fermentierter Stutenmilch. Es gibt zahlreiche Legenden, die versuchen, einen Zusammenhang zwischen der Stadt und einem solchen Gefäß herzustellen. Wissenschaftlichere Erklärungen meinen, dass der Name durch eine volksetymologische Deutung eines alten Wortes für Ort unterhalb der Berge entstanden ist. |
| Kiribati                      | South Tarawa | Im Süden des Atolls Tarawa gelegen. |
| Kolumbien                     | Bogotá       | Bogotás vollständiger spanischer Name ist Santa Fe de Bogotá. Bogotá wurde am 6. August 1538 am Ort der Chibcha-Stadt Bacatá („hochgelegenes Feld“) von Gonzalo Jiménez de Quesada offiziell neu gegründet. Er gab ihr den Namen Santa Fe, benannt nach seinem Heimatort Granada (Spanien). Kurz danach wurde „de Bogotá“, abgeleitet vom ursprünglichen indianischen Bacatá, angehängt, so dass der endgültige Name der Stadt Santa Fe de Bogotá lautete. |
| Komoren                       | Moroni       | Moroni (arabisch: موروني) |
| Kongo, Demokratische Republik | Kinshasa     | Der Ort wurde 1881 von Henry Morton Stanley als Handelsposten gegründet und zu Ehren des damaligen belgischen Königs Leopold II. Léopoldville genannt. Nach der Machtergreifung 1965 von Mobutu Sese Seko wurde Léopoldville 1966 umbenannt nach dem Namen eines ehemaligen Dorfes Kinshasa, das in der Nähe lag. |
| Kongo, Republik               | Brazzaville  | Brazzaville ist benannt nach dem Franzosen Pierre Savorgnan de Brazza, der im seinerzeitigen Französisch-Kongo 1883 eine Station anlegte, aus welcher sich dann die Stadt entwickelte. |
| Kroatien                      | Zagreb       | Die Stadt Zagreb heißt auf Deutsch auch Agram. Der Name Zagreb wurde zum ersten Mal im Jahre 1094 erwähnt, als der ungarisch-kroatische König Ladislaus I. die Zagreber Diözese gegründet hatte. Zagreb bedeutet „am Graben“, woraus später das deutsche „Agram“ abgeleitet wurde. |
| Kuba                          | Havanna      | Havanna heißt offiziell auf Spanisch San Cristóbal de La Habana. |
| Kuwait                        | Kuwait       | Der Name leitet sich vom arabischen Wort „kūt“ für „Fort“ her, „al-Kuwait“ (arabisch: الكويت al-Kuwait, deutsch auch: Kuweit) bedeutet wörtlich „das kleine Fort“. |

## L
| Staat         | Hauptstadt | Name in der Landessprache / Anmerkungen |
| ------------- | ---------- | --- |
| Laos          | Vientiane  | Vientiane (auch Vieng Chan) bedeutet auf Deutsch „Stadt des Mondes“ und leitet sich von vieng (= Stadt) und chan (= Mond) her. |
| Lesotho       | Maseru     | Maseru ist der Sesotho-Plural von leseru und bedeutet „roter Sandstein“. |
| Lettland      | Riga       | Riga (lettisch Rīga) wurde im Jahr 1158 von deutschen Kaufleuten am Unterlauf der Daugava (deutsch: Düna) am Fluss Ridzene (daher auch der Name Riga) gegründet. |
| Libanon       | Beirut     | Beirut (arabisch بيروت Bairūt) war bereits unter den Phöniziern ein bedeutender Stadtstaat, ihr antiker Name lautet Be'erot (dt. „Brunnen“). |
| Liberia       | Monrovia   | Der Name verweist in die USA, denn er ist vom Namen des amerikanischen Präsidenten James Monroe abgeleitet. |
| Libyen        | Tripolis   | Tripolis (arab. طرابلس Tarābulus oder طرابلس الغربية Tarābulus al-gharbiyya, früher Oea). Die Stadt wurde im 7. Jahrhundert v. Chr. von den Phöniziern unter dem Namen „Oea“ gegründet. Unter den sizilischen Griechen wurde sie gemeinsam mit den benachbarten Städten Sabratha und Leptis Magna unter dem Namen Tripolis (griechisch: „drei Städte“) zusammengefasst. |
| Liechtenstein | Vaduz      | Der Name Vaduz ist romanischen Ursprungs (avadutg <Wasserleitung>, aus lat. Aquaeductus). |
| Litauen       | Vilnius    | Die Stadt Wilna (litauisch Vilnius) hat entsprechend ihrem multiethnischen und multikulturellen Charakter verschiedenen Namen. Die Litauer nennen sie Vilnius; dieser Name setzt sich allmählich auch in anderen Sprachen durch. Auf Polnisch heißt sie Wilno, auf Belarussisch Вільня/Wilnja, auf Jiddisch Wilne, auf Russisch schließlich hieß sie ursprünglich Вильна/Wilna, wurde ab der sowjetischen Zeit aber nur noch als Вильнюс/Wilnjus bezeichnet. Durch Wilna / Vilnius fließt ein Flüsschen gleichen Namens, die Vilnia (oft in der Verkleinerungsform Vilnelė genannt), die unweit des historischen Stadtkerns (Gediminas-Berg) in die Neris mündet. |
| Luxemburg     | Luxemburg  | Luxemburg; Luxembourg (frz.); Groussherzogtum Lëtzebuerg (lux.) „Lëtzebuerg“, ursprünglich nur der Name der Hauptstadt, kommt von der mittelhochdeutschen Verbindung „luzzil“ („klein“, vgl. engl. „little“) und „Burg“, bedeutet also „kleine Burg“. |

## M
| Staat          | Hauptstadt         | Name in der Landessprache / Anmerkungen |
| -------------- | ------------------ | --- |
| Madagaskar     | Antananarivo       | Antananarivo (auch Tana) bedeutet Die Stadt der Tausend (arivo = tausend). |
| Malawi         | Lilongwe           | |
| Malaysia       | Kuala Lumpur       | Kuala Lumpur (deutsch „schlammige Flussmündung“; Jawi:كوالا لمڤور) wurde 1857 von Bergleuten (Zinnsuchern) unter Führung des malaiischen Rajas / Radschas Abdullah mitten im Urwald gegründet.                                                                                             |
| Malediven      | Malé               | |
| Mali           | Bamako             | Bamako stammt aus dem Bambara von Bamo für „Krokodil“ und Ko für „sumpfiger Flussarm“. |
| Malta          | Valletta           | Valletta wurde im März 1566 durch den Großmeister der Johanniter, Jean de la Vallette, gegründet. |
| Marokko        | Rabat              | Rabat arabisch الربات, bedeutet „befestigter Ort“. |
| Marshallinseln | Delap-Uliga-Darrit | Delap-Uliga-Darrit, oder auch offiziell D.U.D.-Municipality, ist die auf drei Inseln verteilte Hauptstadt der Marshallinseln. |
| Mauretanien    | Nouakchott         | Der Name der Stadt Nouakchott kommt angeblich von dem Zenagui-Wort wakchodh, das „ohne Ohren“ heißen soll. |
| Mauritius      | Port Louis         | Port Louis (= Ludwigshafen) wurde im Jahr 1715 von Dufresne d’Arsel nach Louis XIV. benannt. |
| Mexiko         | Mexiko-Stadt       | Der Name kommt von der Eigenbezeichnung der Azteken „Mexika“. Dieser Name stammt vom Nahuatl-Wort „Metztlixithlico“ und bedeutet entweder „in der Mitte des Mondes“ („metztli“ („Mond“) und „xictli“ („Nabel“) oder einfach „Sonne“). Andere leiten den Namen von dem Anführer Mexitli ab. |
| Mikronesien    | Palikir            | |
| Moldau         | Chișinău           | Chișinău (deutsch Kischinau, russisch Кишинёв/Kischinjow; alte moldauisch-kyrillische Schreibweise Кишинэу/Kischineu) offizielle Bezeichnung der Stadt lautet Municipiul Chișinău (Munizipium Chișinău).                                                                                   |
| Monaco         | Monaco             | Der Name geht auf das griechische Wort „monos“ („einzig“, „allein“) zurück. Im 5. Jahrhundert errichteten die Griechen dort einen Tempel für „Herakles Monoikos“. |
| Mongolei       | Ulaanbaatar        | Ulaanbaatar (mong. Улаанбаатар; dt. = roter Held; in Deutschland oft auch Ulan-Bator), bis 1924 Örgöö (mong. Өргөө; dt. = Palast, Hauptquartier; oft auch Urga). |
| Montenegro     | Podgorica          | |
| Mosambik       | Maputo             | Maputo, früher Lourenço Marques wurde Ende des 18. Jahrhunderts von portugiesischen Kolonialherren als Lourenço Marques (nach dem portugiesischen Händler, der die Region 1544 als erster erforscht hatte) gegründet.                                                                      |
| Myanmar        | Naypyidaw          | Naypyidaw bedeutet 'Sitz der Könige'. |

## N
| Staat          | Hauptstadt | Name in der Landessprache / Anmerkungen |
| -------------- | ---------- | --- |
| Namibia        | Windhuk    | amtlicher afrikaanser und englischer Name Windhoek |
| Nauru          | Yaren      | Yaren bedeutet im Nauruischen „Morgen“; die Schreibweise variiert zwischen „yaren“, „yoran“, „iyoran“ und „yoran“, „jorran“, „ijoran“. Dies ist darauf zurückzuführen, dass es in der nauruischen Sprache zuletzt 1939 eine Rechtschreibreform gegeben hatte, die zudem nicht konsequent genug durchgesetzt wurde, sodass heute keine normierte Rechtschreibung existiert. |
| Nepal          | Kathmandu  | Kathmandu (nepali काठमांडौ, Kāthmāndau; alter Name: Kantipur) leitet sich von den zwei Wörtern kath (= aus Holz) und mandu (= Tempel) her. |
| Neuseeland     | Wellington | Der einheimische Name von Wellington in Māori ist Te Whanganui-a-Tara oder aus dem Englischen abgeleitet Poneke. |
| Nicaragua      | Managua    | Managua in nahuati bedeutet „dort wo es eine große Wasseroberfläche gibt“ und bezieht sich auf die großen Seen und Lagunen der Hauptstadt, die sich etwa 20 km am Südufer des Lago Xolotlan (Managuasee) entlangzieht. |
| Niederlande    | Amsterdam  | Gegen Ende des 12. Jahrhunderts entstand rund um einen Damm im Fluss eine kleine Siedlung. Diesem Damm in der Amstel verdankt die Stadt Amsterdam ihren Namen. |
| Niger          | Niamey     | Der Name der Stadt Niamey leitet sich von angeblich einem Häuptling her, der zu seinen Sklaven sagte: „oua niam mané“ (= „lasst euch hier nieder“). |
| Nigeria        | Abuja      | Die Planhauptstadt wurde in der Nähe der alten Stadt Abuja erbaut, die in „Suleja“ umbenannt wurde. Der Name rührt von Abu Ja her, einem aus Zaria verbannten König, der 1825 König Abujas wurde. „Abu“ ist die Abkürzung seines vollen Namens Abubakar. |
| Nordkorea      | Pjöngjang  | Der Name Pjöngjang (Hangeul: 평양; Hanja: 平壤) bedeutet „ebenes Land“ oder „gemütvolle Umgebung“. |
| Nordmazedonien | Skopje     | Skopje/Скопје (albanisch Shkupi, türkisch Üsküb, serbisch Skoplje, lateinisch Scupi) wurde von den Römern gegründet, und hieß Scupi. |
| Norwegen       | Oslo       | 1624 wurde die Stadt durch einen Brand stark verwüstet und durch den dänisch-norwegischen König Christian IV. unter dem Namen Christiania wieder aufgebaut. 1877 änderte die offizielle Schreibweise in Kristiania um und erst 1925 wurde der Stadt der ursprüngliche Name Oslo wiedergegeben. Oslo bedeutet übersetzt „Ebene der Götter“. Ein Beiname ist Tigerstaden (Tigerstadt), nach einem Gedicht von Bjørnstjerne Bjørnson („Sidste Sang“, 1870). In diesem Gedicht wird Oslo als gefährliche und unbarmherzige Stadt beschrieben. |

## O
| Staat      | Hauptstadt | Name in der Landessprache / Anmerkungen |
| ---------- | ---------- | --- |
| Oman       | Maskat     | Maskat (arab. مسقط Masqat; aus dem Englischen stammende Alternativschreibweise Muscat) ist die Hauptstadt Omans. Der Name bedeutet Ort des Fallens, gemeint als Ankerplatz oder wegen der steil abfallenden Berge. |
| Österreich | Wien       | Der Name leitet sich vom Fluss Wien, Vedunia („Wildbach“, „Waldbach“) ab, und nach dem auch der IV. Gemeindebezirk der Stadt „Wieden“ heißt. Nachweislich nichts zu tun hat der Name mit Vindobona, dem Namen einer keltischen Siedlung auf dem Gebiet der heutigen Stadt, oder mit dem Wort „Wein“ und dem Weinbau im nördlichen Stadtgebiet. |
| Osttimor   | Dili       | Dili (auch Díli, Dilli, Dilly) |

## P
| Staat           | Hauptstadt   | Name in der Landessprache / Anmerkungen |
| --------------- | ------------ | --- |
| Pakistan        | Islamabad    | Islamabad (Urdu: اسلام آباد) bedeutet Stadt des Islams. |
| Palästina       | Ramallah     | arabisch: رام الله Ram Allah bedeutet so viel wie Gotteshügel. |
| Palau           | Ngerulmud    | Ngerulmud ist eine Planstadt, deren Planungen 1986 begannen. Ab 2000 begann man mit dem Bau der Regierungsgebäude, das Kapitol wurde 2006 eröffnet. Der Name Ngerulmud bedeutet im Palauischen „Ort der fermentierten Kaiserfische“.                                                         |
| Panama          | Panama-Stadt | Der Name Panama (spanisch Ciudad de Panamá) stammt aus der Guarani-Sprache. Seine Herkunft ist unklar. |
| Papua-Neuguinea | Port Moresby | Der britische Forscher John Moresby erkannte 1873 den Vorteil, den die Hafenbucht bot. Als 1884 Großbritannien das Land zur britischen Kolonie British New Guinea erklärte, wurde Port Moresby Hauptstadt und blieb es bis heute.                                                            |
| Paraguay        | Asunción     | Asunción (spanisch für Himmelfahrt), ausführlich Nuestra Señora de la Asunción („Unsere Heilige Frau Maria der Himmelfahrt“), (portugiesisch Assumção). Die Stadt wurde am 15. August (Mariä Himmelfahrt) des Jahres 1537 von Juan de Salazar und Gonzalo de Mendoza gegründet.              |
| Peru            | Lima         | Die Stadt Lima erhielt ihren Namen aufgrund ihrer indigenen Wurzeln; der Name stammt vermutlich vom Aymarawort lima – limac oder limac – huayta, das „gelbe Blume“ bedeutet. Eine zweite Möglichkeit ist, dass der Name vom Quechuawort „rimac“ abstammt, das übersetzt „Sprecher“ bedeutet. |
| Philippinen     | Manila       | Manila (auch: Maynilad/Maynila in Filipino) entstammt dem Begriff maynilad, wörtlich „Hier gibt es Nilad.“ („may“ = „Hier gibt es“, als Nilad wird eine weißblütige Mangrovenpflanze bezeichnet, die in Massen in dem Gebiet wächst).                                                        |
| Polen           | Warschau     | Polnisch „Warszawa“ (urspr. bis 15–16. Jhd. „Warszewa“) kommt vom „Warsz“, welche die Kurzform des männlichen Vornamen „Warcisław“ ist. |
| Portugal        | Lissabon     | Lissabon (port. Lisboa) hieß bei den Phöniziern und Karthagern Alis Ubo (dt. Liebl. Bucht). |
| Puerto Rico     | San Juan     | Im Jahr 1508 gründete Juan Ponce de León die ursprüngliche Siedlung Caparra, heute der Stadtteil Pueblo Viejo. 1521 wurde der Ort zu Ehren von Johannes dem Täufer in „San Juan“ umbenannt.                                                                                                  |

## R
| Staat    | Hauptstadt | Name in der Landessprache / Anmerkungen                                                                                          |
| -------- | ---------- | --- |
| Ruanda   | Kigali     | |
| Rumänien | Bukarest   | Bukarest (rumänisch București, engl. Bucharest, türkisch Bükreş, franz. Bucarest, deutsch auch Freudenstadt, Romani Bukureschta) |
| Russland | Moskau     | Moskau (russisch Москва) ist nach dem Fluss Moskwa benannt, an dessen Ufern es gegründet wurde.                                  |

## S
| Staat                          | Hauptstadt | Name in der Landessprache / Anmerkungen |
| ------------------------------ | ---------- | --- |
| Salomonen                      | Honiara    | Vor Gründung der Stadt tobte an dieser Stelle eine blutige Schlacht des Zweiten Weltkriegs: die Schlacht von Guadalcanal. Die heutige Hafenbucht der Stadt bekam ihren Spitznamen Iron Bottom Sound (deutsch: Eisengrund-Bucht) nach den etwa 50 Kriegsschiffen, die hier während der Kämpfe zwischen Amerikanern und Japanern versenkt wurden. |
| Sambia                         | Lusaka     | Lusaka ist 1905 von europäischen Siedlern am Ort eines afrikanischen Dorfes gegründet und nach dessen Häuptling Lusakaa benannt worden. |
| Samoa                          | Apia       | |
| San Marino                     | San Marino | San Marino Der Kleinstaat in italienischem Gebiet ist benannt nach dem Eremiten Marinus, der im Jahr 301 dort starb. |
| São Tomé und Príncipe          | São Tomé   | Der Name leitet sich aus dem Portugiesischen für „Heiliger Thomas“ ab. Die Insel wurde am 21. 12. des Jahres 1471, am Tag des Heiligen Thomas, entdeckt. |
| Saudi-Arabien                  | Riad       | Riad kommt vom arabischen الرياض, ar-Riyād (= Die Gärten). Die Stadt verdankt ihre Entstehung dem Wadi Hanifa. |
| Schweden                       | Stockholm  | Stockholm (Stock=Stock, Baumstamm; holm=kleine Insel) wurde zum ersten Mal 1252 als Ausstellungsort in zwei Urkunden des Jarls Birger Magnusson erwähnt, der manchmal als Gründer der Stadt erwähnt wird. |
| Schweiz                        | Bern       | Die ersten Siedlungen auf der Engehalbinsel in der La-Tène-Zeit und der gallorömischen Epoche hieß nach Ausweis der Berner Zinktafel „Brenodor“. Die heutige Stadt wurde 1191 von Herzog Berchthold V. von Zähringen gegründet. Laut einer Sage nannte er die Stadt Bern, weil er dort einen Bären getötet habe. |
| Senegal                        | Dakar      | Der Ortsname Dakar stammt aus der Wolof-Sprache und kommt von n'dakar (= Tamarinde), denn so geht die Geschichte, als die ersten Forscher in die Gegend kamen, fragten sie nach dem Namen der Gegend. die Einheimischen meinten aber, sie würden nach den Tamarindenbäumen an der Küste gefragt. |
| Serbien                        | Belgrad    | Belgrad (serbisch Beograd, Београд, deutsch Belgrad oder Weißenburg, ungarisch Belgrád, lateinisch Singidunum). Um 279 v. Chr. wurde Singidun das erste Mal schriftlich erwähnt. Der Name bedeutete runde Festung oder runde Stadt. Die Slawen nannten Singidunum weiße Festung oder weiße Stadt: Beograd, Belgrad, Beligrad, Biograd. Um 878 wurde diese Bezeichnung in einer päpstlichen Bulle erstmals schriftlich erwähnt. Seither wurde Belgrad auch Griechisch Weissenburg, Alba Graeca, Nándorfehérvár oder Castelbianco genannt. |
| Seychellen                     | Victoria   | Victoria ist das lateinische Wort für „Sieg“. |
| Sierra Leone                   | Freetown   | Freetown (englisch: freie Stadt) wurde im Jahr 1787 von frei gelassenen amerikanischen Sklaven gegründet. |
| Simbabwe                       | Harare     | Harare (ehemals Salisbury) wurde 1890 als Fort Salisbury von Cecil Rhodes gegründet. Rhodes nannte die Stadt nach dem britischen Premierminister Lord Salisbury. 1923 bekam es mit dem Sitz der Kolonialregierung auch den Status einer Stadt. Zwischen 1953 und 1963 war es Hauptstadt von Rhodesien. Nach der Unabhängigkeit Simbabwes 1980 wurde der Name nach dem Volk, welches hier ursprünglich lebte, in Harare geändert. |
| Singapur                       | Singapur   | 新加坡 (Xinjiapo; chines.) Singapore (engl.) Singapur wurde 1819 von Sir Thomas Stamford Raffles gegründet, der den Sanskrit-Namen der Insel Simhapura, von „simha“ („Löwe“) und „pur“ („Stadt“), beibehielt. Der malaiische Name für die Insel war Tamasek und geht auf das Wort „tasik“ („Meer“) zurück. |
| Slowakei                       | Bratislava | Bratislava [ˈbracɪslava] (slowakisch bis 1919 Prešporok/Prešporek, tschechisch bis 1919 Prešpurk, deutsch Pressburg (nach der alten Rechtschreibung: Preßburg), ungarisch Pozsony, griechisch im Mittelalter Istropolis, slowakisch umgangssprachlich – u. U. leicht abwertend – abgekürzt Blava) wurde nach dem slawischen Fürsten Braslav benannt. |
| Slowenien                      | Ljubljana  | Für den Namen der Stadt Ljubljana (deutsch Laibach) gibt es drei verschiedene Wege, die Herkunft des Namens zu erklären. Entweder kommt der Name von ljubljena („geliebt“), oder vom lateinischen Flussnamen aluviana, eine andere Möglichkeit wäre eine schlichte Ableitung aus dem deutschen Laubach (heute Laibach). |
| Somalia                        | Mogadischu | Mogadischu, auch Mogadiscio (Somali: Muqdisho) |
| Spanien                        | Madrid     | In den Jahren 852 bis 886 wurde eine maurische Burg (alcázar) an der Stelle des heutigen Madrider Königspalastes errichtet. Die umgebende Anlage wurde magerit genannt, und ab 939 Madschrít. |
| Sri Lanka                      | Colombo    | Colombo (singhalesisch: Kolamba) |
| St. Kitts und Nevis            | Basseterre | französisch für „Unteres Land“ |
| St. Lucia                      | Castries   | Castries ist benannt nach Charles Eugène Gabriel de La Croix de Castries, marquis de Castries. |
| St. Vincent und die Grenadinen | Kingstown  | englisch für „Königsstadt“ |
| Südafrika                      | Pretoria   | Das heutige Pretoria wurde im Jahr 1855 von Marthinus Pretorius gegründet, der die Stadt nach seinem Vater Andries Pretorius benannte. Am 7. März 2005 beschloss der Stadtrat, dass der bisherige offizielle Name von Pretoria in Tshwane abgeändert werden soll, da der Name Pretoria zu sehr an die Zeiten der Apartheid erinnere. Pretoria wird dann nur noch der Stadtteil mit dem Regierungsviertel heißen. Ngunisprechende Siedler, die später unter dem Namen Ndebele bekannt wurden (abgeleitet von Sesotho: Flüchtling), waren wahrscheinlich die ersten Bewohner, die die Fruchtbarkeit des Flusstals, das später der Ort der Stadt Pretoria wurde, erkannten und dieses besiedelten. Der Fluss wurde nach einem ihrer Häuptlinge Tshwane genannt (vom Ndebelewort für 'kleiner Affe'), der später mit dem afrikaansen Namen 'Apies-River' bezeichnet wurde. |
| Sudan                          | Khartum    | Khartum (arabisch: الخرطوم al-Chartūm, englische Schreibweise Khartoum, deutsch: der Elefantenrüssel) |
| Südkorea                       | Seoul      | „Hauptartikel: Namen Seouls“ Das koreanische Wort „Seoul“ bedeutete einfach „Hauptstadt“, wird aber seit einigen Jahrzehnten nicht mehr in dieser Bedeutung verwendet, sondern nur noch auf das heutige Seoul bezogen, das seit dem 26. November 1394 Hauptstadt Koreas ist. Vermutlich ist „seoul“ mit dem Wort „seobeol“ oder „seorabeo“ der Silla-Dynastie verwandt. Während die meisten koreanischen Ortsnamen mit Hanja geschrieben und irgendwann auch nur noch sinokoreanisch ausgesprochen wurden (z. B. kor. „Hanbat“ [한밭; „großes Feld“] → sinokor. „Daejeon“ [大田; 대전; „großes Feld“]), sind im Falle Seouls (Hangeul: 서울) die letzten sinokoreanischen Namen der Stadt, Hanseong und Gyeongseong, in der koreanischen Sprache außer Gebrauch geraten; daher gibt es auch keine Hanja für „Seoul“.                                                   |
| Suriname                       | Paramaribo | Der Name Paramaribo ist wahrscheinlich von einem Karibendorf, Parmirbo abgeleitet. Im Jahr 1613 gründeten die beiden Niederländer Dirck Cleaszoon van Sanen und Nicolaas Baliestel eine kleine Handelsgesellschaft in der Nähe von Parmirbo am Westufer des Suriname. |
| Eswatini                       | Mbabane    | Die Stadt Mbabane ist benannt nach dem Mbabane-Fluss. |
| Syrien                         | Damaskus   | Damaskus [daˈmaskʊs] (arabisch: دمشق Dimaschq; franz.: Damas [daˈmas]), wird in Syrien selbst häufig الشام aš-Šām genannt; in der restlichen arabischen Welt wird dieser Name oft für das Land Syrien verwendet. Nach Eroberungszügen der Ägypter im heutigen Syrien wird Damaskus als Stadtstaat erstmals unter den Pharaonen Thutmosis III. und Amenophis III. als Tamasqu (tmsq), später Duma_qu erwähnt. |

## T
| Staat               | Hauptstadt    | Name in der Landessprache / Anmerkungen |
| ------------------- | ------------- | --- |
| Tadschikistan       | Duschanbe     | Duschanbe entstand aus einem Dorf, an dem montags immer Wochenmarkt stattfand (Montag auf Tadschikisch = Duschanbe). |
| Taiwan              |               | Siehe China, Republik |
| Tansania            | Dodoma        | Die Stadt Dodoma ist benannt nach dem gleichnamigen Dodoma-Berg. |
| Thailand            | Bangkok       | Bangkok (thailändisch Krung Thep – meist übersetzt mit „Stadt der Engel“ – oder offiziell Krung Thep Maha Nakhon; auf Thai กรุงเทพฯ, กรุงเทพมหานคร) hat den längsten Ortsnamen der Welt. Der offizielle Name der Stadt Bangkok auf Thai lautet (Leerzeichen zur besseren Lesbarkeit eingefügt): „Krung Thep Maha Nakhon Amon Rattanakosin Mahintharayutthaya Mahadilok Phop Noppharat Ratchathani Burirom Udomratchaniwet Mahasathan Amon Phiman Awatan Sathit Sakkathattiya Witsanukam Prasit“ – In thailändischer Schrift (ebenfalls mit Leerzeichen zur Lesbarkeit): กรุงเทพมหานคร อมรรัตนโกสินทร์ มหินทรายุธยามหาดิลก ภพนพรัตน์ ราชธานีบุรีรมย์ อุดมราชนิเวศน์ มหาสถาน อมรพิมาน อวตารสถิต สักกะทัตติยะ วิษณุกรรมประสิทธิ์. Ungefähre deutsche Bedeutung: „Stadt der Devas, große Stadt [und] Wohnsitz des Juwels Indras [Smaragdbuddha], uneinnehmbare Stadt des Gottes, große Hauptstadt der Welt, geschmückt mit neun wertvollen Edelsteinen, reich an gewaltigen königlichen Palästen, die dem himmlischen Heim des wiedergeborenen Gottes gleichen, Stadt, die von Indra geschenkt und von Vishvakarman gebaut wurde.“ Es ist mit 163 Buchstaben der längste Ortsname der Welt. Während Bangkok zur international gebräuchlichen Bezeichnung wurde, verwenden Thai gewöhnlich die Kurzform Krung Thep („Stadt der Devas“). Offiziell, beispielsweise auf Autokennzeichen, lautet der Name Krung Thep Maha Nakhon. |
| Togo                | Lomé          | Lomé bedeutet so viel wie „kleiner Markt“. |
| Tonga               | Nuku'alofa    | Der Name der Stadt bedeutet übersetzt entweder „das Zuhause der Liebe“ oder ganz einfach „Süden“. |
| Trinidad und Tobago | Port of Spain | englisch für „Hafen von Spanien“ |
| Tschad              | N’Djamena     | N’Djamena (früher Fort Lamy) wurde von Émile Gentil zur Zeit der französischen Kolonialherrschaft am 29. Mai 1900 unter dem Namen Fort Lamy gegründet. Benannt wurde der Ort nach dem Kommandanten Amédée-François Lamy, der wenige Tage zuvor bei einem Gefecht getötet worden war. Bis zur Unabhängigkeit des Landes 1960 war hier der Sitz der französischen Verwaltung. Am 6. November 1973 wurde die Stadt in N’Djamena umbenannt, der arabische Name stammte von einem kleinen Ort in der Nähe. |
| Tschechien          | Prag          | Prag (tschechisch: Praha; abgeleitet von práh – tschechisch für „Schwelle“) |
| Tunesien            | Tunis         | Tunis (arabisch: Tūnis تونس) geht vielleicht auf das alte Wort „tunus“ („die Nacht verbringen“) zurück. |
| Türkei              | Ankara        | Ankara (früher Ancyra, bis 28. März 1930 Angora) |
| Turkmenistan        | Aschchabad    | Aşgabat (turkmenisch für Liebliche Stadt; persisch عشق آباد, russisch Ашхаба́д, deutsch Aschgabat) entwickelte sich um einen russischen Militärstützpunkt, der 1881 an einem Kreuzungspunkt mehrerer Karawanenstraßen errichtet worden war. |
| Tuvalu              | Vaiaku        | |

## U
| Staat      | Hauptstadt | Name in der Landessprache / Anmerkungen |
| ---------- | ---------- | --- |
| Uganda     | Kampala    | Der Name leitet sich von Kasozi K'Empala her, was Hügel der Antilopen bedeutet. Der zentrale Nakasero-Hügel im Kampala soll zur Zeit der Stadtgründung von domestizierten Impala-Antilopen beweidet worden sein, die im Besitz des Königs von Buganda standen. |
| Ukraine    | Kiew       | Laut Nestorchronik wurde Kiew von drei Brüdern namens Kyj, Schtschek und Choriw gegründet und nach dem ältesten Bruder benannt („Kiew“ = „Stadt von Kyj“, altrussisch und ukrainisch: Kyjiw). Dies soll spätestens am Anfang des 6. Jahrhunderts geschehen sein, da der Name des slawischen Fürsten Kyj in dieser Zeit in byzantinischen Chroniken erwähnt wurde. Einige mittelalterliche Quellen führen die Gründung Kiews auf die Jahre 430–460 zurück. Es gibt auch Spekulationen, die Kiew schon mit der von Jordanes erwähnten großen gotischen Stadt Danapirstadir (= „Stadt am Dnepr“) identifizieren. |
| Ungarn     | Budapest   | Die Stadt besteht aus drei ehemals selbständigen Städten, die erst 1873 zur Gemeinde Budapest vereint wurden. Auf der östlichen, flachen Seite der Donau liegt Pest, das zwei Drittel der Stadtfläche einnimmt, auf der westlichen, bergigen Seite Buda (dt. Ofen) und Óbuda (dt. Alt-Ofen) das restliche Drittel der Stadt. Buda bzw. Bleda war der Bruder Attilas. Pest leitet sich vom slawischen Wort pescht (= Grotte) her. |
| Uruguay    | Montevideo | Der Name soll von spanischen Seekarten herrühren – Monte VI d.e.o. (der 6. Berg von Ost nach West). |
| Usbekistan | Taschkent  | Taschkent (usbekisch Toshkent, früher kyrillisch Тошкент; russ. Ташкент, Taschkent; früher auch Schasch oder Binkent) wird im 3. Jahrhundert v. Chr. erstmals erwähnt. Der ursprüngliche Name war Tschotsch, später Toschkant, was im Chinesischen „Stein“ oder „Steinerne Stadt“ bedeuten soll. Taschkent bedeutet in den meisten turkischen Sprachen „Steinstadt“ oder „Steinerne Stadt“. |

## V
| Staat                        | Hauptstadt       | Name in der Landessprache / Anmerkungen |
| ---------------------------- | ---------------- | --- |
| Vanuatu                      | Port Vila        | |
| Vatikanstadt                 | Vatikanstadt     | Vaticanae (lat.); Vaticano (ital.) Der Name des Vatikans kommt vom lat. „mons Vaticanus“, einem der Hügel Roms. "Vatikan" bezeichnete zunächst einen am rechten Tiberufer gelegenen Hügel Roms (mons vaticanus). Hier waren die Seher (lateinisch: vates) tätig. |
| Venezuela                    | Caracas          | Die Stadt wurde 1567 vom spanischen Eroberer Diego de Losada unter dem ursprünglichen Namen Santiago de León de Carácas gegründet. |
| Vereinigte Arabische Emirate | Abu Dhabi        | Abu Dhabi (oder Abu Zabi; arabisch: أبو ظبي Vater der Gazelle) |
| Vereinigtes Königreich       | London           | Auf dem heutigen Stadtgebiet stand einst eine unbedeutende keltische Siedlung. Etwa um die Mitte des 1. Jahrhunderts n. Chr. wurde sie von den Römern eingenommen und „Londinium“ genannt. |
| Vereinigte Staaten           | Washington, D.C. | Die Stadt gehört keinem Bundesstaat an, sondern hat als District of Columbia (D.C.) einen Sonderstatus. Die erste Hauptstadt der USA war New York. Eine der Aufgaben des Präsidenten war es, einen ständigen Regierungssitz zu finden. Als Kompromisslösung wurde Philadelphia 1791 für zehn Jahre zur Hauptstadt gemacht. Präsident George Washington wählte das Gebiet aus, das dann die Hauptstadt wurde. |
| Vietnam                      | Hanoi            | Hanoi (vietn. Hà Nội, chin. 河内) bedeutet innerhalb der Flüsse. Die Stadt liegt am Eintritt des Roten Flusses (Sông Hồng) in sein Delta, etwa 60 km von der Mündung in den Golf von Tonking entfernt. |

## Z
| Staat                        | Hauptstadt | Name in der Landessprache / Anmerkungen |
| ---------------------------- | ---------- | --- |
| Zentralafrikanische Republik | Bangui     | Die Stadt wurde 1889 als Verwaltungszentrum für das französische Kolonialterritorium Ubangi-Chari gegründet. Sie liegt am Fluss Ubangi an einer Stelle, wo mehrere Stromschnellen (Bobangui) die Schifffahrt einschränken.                                                |
| Zypern                       | Nikosia    | Nikosia heißt auf Griechisch Λευκωσία Lefkosía, auf Türkisch Lefkoşa, wobei der Name Lefkosia gebräuchlicher und moderner ist. Der deutsche Name Nikosia leitet sich vom griechischen Wort νίκη „níkē/níki“ (Sieg) her und wurde der Stadt von den Tempelrittern gegeben. |